# Khalid al-Muwallid
Khalid massad  (en arabe :   خالد مسعد المولد   ) est un footballeur saoudien des années 1990, né le 23 novembre 1971 à Djeddah.

## Biographie
En tant que milieu de terrain, il est international saoudien.
Il participe à deux Coupes d'Asie des nations (1992 et 1996), trois coupes des confédérations (1992, 1995 et 1997) et deux coupes du monde (1994 et 1998). Il remporte une coupe d'Asie en 1996 et est finaliste en 1992. Il fait partie de l'épopée 1994 pour l'Arabie saoudite, éliminée en huitièmes de finale.
Il a joué dans deux clubs de Djeddah : Al Ahly Djeddah et Al Ittihad Djeddah, mais on ne sait pas ce qu'il a gagné en club.

## Ses championnats et réalisations
- Avec Al-Ahli Club :
- Son Altesse le prince héritier Cup 1998.
- Coupe Prince Faisal bin Fahd 2001 apr. J.-C.
- Cours d'amitié internationale 2001.

- Avec ittihad Club :
- Le Gardien de la Coupe de la Ligue des Deux Saintes Mosquées 2001.
- La Super Coupe d'Égypte saoudienne 2001.
- Son Altesse Prince Abdul Majeed Cup 2002.
- Gardien de la Coupe de la Ligue des Deux Saintes Mosquées 2003.
- La Super Coupe saoudo-égyptienne 2003.

- Avec l'équipe nationale :
- Obtention de la Coupe d'Asie Junior (2) : 1985, 1988.
- Obtention de la Coupe d'Asie des Jeunes en 1986.
- Deux participations à la Coupe du monde U-17, la première en 1985 en Chine et la seconde en 1987 au Canada.
- Participation à la Coupe du Monde U-20 de la FIFA, également au Chili, en 1987.
- Participation aux éliminatoires des JO de Séoul en 1988.
- Participation à la Gold Cup en Australie en 1988.
- Obtention de la Coupe d'Asie des Nations 1988 au Qatar.
- Participation aux Jeux Asiatiques de Pékin en 1990.
- Participation aux éliminatoires des JO de Barcelone 1991.
- Vice-champion de la Coupe des Confédérations en 1992 à Riyad.
- Finaliste de la Coupe d'Asie des Nations 1992 au Japon.
- Obtention de la Coupe du Golfe aux Emirats Arabes Unis en 1994.
- Participation à la Coupe du monde 1994 en Amérique.
- Obtention de la Coupe d'Asie des Nations 1996 aux Emirats Arabes Unis.
- Trois participations à la Coupe des Confédérations 1992, 1995, 1997.
- Obtention de la Coupe Arabe au Qatar 1998.
- Le plus grand nombre de buts marqués dans l'histoire du milieu de terrain de l'équipe nationale saoudienne (28 buts).

- individuel :
- Joueur de la saison au Al-Ahly Club 1992.
- Meilleur joueur arabe (2) : 1992, 1996.
- Meilleur joueur de la Coupe arabe des équipes nationales en Syrie 1992.
- Le troisième meilleur joueur asiatique 1992/93.
- A participé à l'équipe Asian Stars en 1993.
- Meilleur joueur du Golfe 1996.
- Meilleur buteur de l'équipe nationale lors des éliminatoires de la Coupe du monde 1998.
- Il a été choisi par la Fédération internationale parmi les 10 meilleurs joueurs de la décennie sur le continent asiatique (1990-2000).
- A participé à l'équipe World Stars en l'an 2000 apr. J.-C.
- La FIFA a choisi son but en Amérique lors de la Coupe des Confédérations 1992 comme l'un des 13 meilleurs buts de l'histoire du tournoi.

## Clubs
- Al Ahly Djeddah
- Al Ittihad Djeddah